# Ectinorus hecate
Ectinorus hecate är en loppart som beskrevs av Johnson 1957. Ectinorus hecate ingår i släktet Ectinorus och familjen Rhopalopsyllidae. Inga underarter finns listade i Catalogue of Life.